# 雅雷地区圣克鲁瓦
雅雷地区圣克鲁瓦（法語：Sainte-Croix-en-Jarez，法語發音：[sɛ̃t kʁwa ɑ̃ ʒaʁɛ]）是法国卢瓦尔省的一个市镇，位于该省东南部，属于圣艾蒂安区。

## 地理
雅雷地区圣克鲁瓦（45°28'46"N, 4°38'50"E）面积12.05 平方千米，位于法国奥弗涅-罗讷-阿尔卑斯大区卢瓦尔省，该省份为法国中南部省份，北起顺时针与索恩-卢瓦尔省、罗讷省、伊泽尔省、阿尔代什省、上盧瓦爾省、多姆山省和阿列省接壤。
与雅雷地区圣克鲁瓦接壤的市镇（或旧市镇、城区）包括：沙托讷夫、法尔奈、帕沃赞、佩吕桑、隆日、雅雷地区圣保罗。

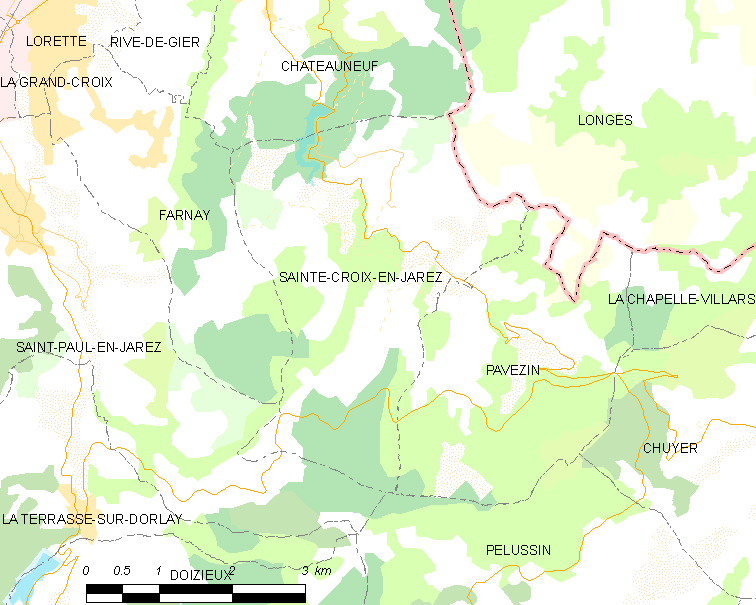
雅雷地区圣克鲁瓦的OSM定位图

雅雷地区圣克鲁瓦的时区为UTC+01:00、UTC+02:00（夏令时）。

## 行政
雅雷地区圣克鲁瓦的邮政编码为42800，INSEE市镇编码为42210。

## 政治
雅雷地区圣克鲁瓦所属的省级选区为勒皮拉县。

## 人口

1962-2008年间雅雷地区圣克鲁瓦人口变化图示

雅雷地区圣克鲁瓦于2022年1月1日时的人口数量为484人。